# Micrómetro (unidade de medida)
O micrometro, micrómetro (português europeu) ou micrômetro (português brasileiro)  (no plural: micrometros, micrómetros e micrômetros, respectivamente) é uma unidade de comprimento do Sistema Internacional de Unidades (SI) de símbolo μm, definido como 1 milionésimo de metro (1 × 10-6 m) e  equivalente à milésima parte do milímetro.
O termo "mícron", de símbolo µ (plural: mícrones, microns ou micra), utilizado  entre 1879 e 1967,  foi oficialmente retirado pelo Bureau Internacional de Pesos e Medidas (BIPM) a partir de 1968, passando o símbolo µ a designar exclusivamente o  prefixo micro (que significa 1x10-6) das unidades do Sistema Internacional de Unidades.
Portanto o uso da antiga denominação "mícron", embora ainda se mantenha, especialmente entre os anglófonos, é desaconselhado, assim como é incorreto usar isoladamente a letra grega µ para se referir ao micrometro.